# Simon de Colines
Simon de Colines (latinosan Colinaeus), (1480 – 1546) francia nyomdász, aki először alkalmazta a kurzív szedést a francia könyvnyomtatás történetében.

## Élete
Munkásságát az ismert francia nyomdász, Henri Estienne partnereként kezdte Párizsban. Amikor Estienne 1520-ban meghalt, Colines elvette feleségül az özvegyét, és ő vezette a nyomdát egészen addig, amíg Henri Estienne fia Robert Estienne át nem vette tőle a családi üzem irányítását 1526-ban. Addigra  már Colines saját, konkurens nyomdát állított fel az Estienne-ék közelében. A kurzív betűket 1528-ban kezdte használni. Részben saját maga által, részben pedig Geofroy Tory francia nyomdász által tervezett és különös gondossággal megformázott betűi, valamint az ékezetekkel és hehezetekkel is ellátott görög nyelv karakterei révén nagy hírnévre tett szert.

## Nyomtatványai
- Orance Finé, Orontii Finaei ... Quadrans astrolabicvs... (Paris, 1534)
- Jean MILLES DE SOUVIGNY,  Praxis criminis persequendi (Paris 1541).
- Orance Finé, Orontii Finaei ... In sex priores libros Geometricorum ... (Paris, 1544)